# Václav Roziňák
Václav Roziňák, češki hokejist, * 7. december 1922, Praga, Češka, † 1. marec 1997, Zürich, Švica. 
Roziňák je za češkoslovaško reprezentanco igral na enih olimpijskih igrah, kjer je bil dobitnik srebrne medalje, ter enem svetovnem prvenstvu (brez olimpijskih iger), kjer je bil dobitnik zlate medalje. 